# Lužec (potok)
Lužec (též Nivský potok) je potok v Krušných horách v okrese Chomutov. Pramení necelé dva kilometry severozápadně od Svahové v nadmořské výšce okolo 825 metrů. Je dlouhý 7,4 km, plocha jeho povodí měří 15,2 km² a průměrný průtok v ústí je 0,11 m³/s. Potok spravuje státní podnik Povodí Ohře.
Nejprve teče krátce na sever a napájí Kachní rybník, u kterého se stáčí k východu a posléze k jihu. Na některých mapách je tato zdrojnice označená jako Nivský potok a Lužec přitéká od rybníka u samoty V Díře, pod jehož hrází se odděluje od Telčského potoka. Tato druhá zdrojnice pramení severně od Lesné. Asi 750 m severovýchodně od Svahové se na potoce nachází Helenčiny vodopády o celkové výšce čtyři metry. Potok dále pokračuje úzkým údolím k jihu, míjí Nivský mlýn mezi Boleboří a Pyšnou a u Drmal se vlévá do Podkrušnohorského přivaděče v nadmořské výšce 330 metrů. Původně ústil do Bíliny na okraji Jirkova poblíž Mlýnského rybníka.
Přibližně na pátém říčním kilometru se nachází odběrný objekt, kde se čerpá voda pro Nivský přivaděč, který převádí vodu z potoka do povodí Bíliny nad vodní nádrží Jirkov.